# Cuissai
Cuissai és un municipi francès situat al departament de l'Orne i a la regió de Normandia. L'any 2007 tenia 408 habitants.

## Demografia

### Població
El 2007 la població de fet de Cuissai era de 408 persones. Hi havia 147 famílies de les quals 24 eren unipersonals (16 homes vivint sols i 8 dones vivint soles), 44 parelles sense fills, 75 parelles amb fills i 4 famílies monoparentals amb fills.
La població ha evolucionat segons el següent gràfic:
Habitants censats

### Habitatges
El 2007 hi havia 164 habitatges, 146 eren l'habitatge principal de la família, 8 eren segones residències i 10 estaven desocupats. 162 eren cases i 1 era un apartament. Dels 146 habitatges principals, 128 estaven ocupats pels seus propietaris, 16 estaven llogats i ocupats pels llogaters i 2 estaven cedits a títol gratuït; 1 tenia una cambra, 7 en tenien dues, 9 en tenien tres, 36 en tenien quatre i 93 en tenien cinc o més. 126 habitatges disposaven pel capbaix d'una plaça de pàrquing. A 38 habitatges hi havia un automòbil i a 99 n'hi havia dos o més.

### Piràmide de població
La piràmide de població per edats i sexe el 2009 era:
| Homes | Edats   | Dones |
| ----- | ------- | ----- |
| 0     | 95 o +  | 0     |
| 0     | 90 a 94 | 0     |
| 0     | 85 a 89 | 0     |
| 0     | 80 a 84 | 0     |
| 0     | 75 a 79 | 0     |
| 0     | 70 a 74 | 8     |
| 16    | 65 a 69 | 8     |
| 12    | 60 a 64 | 0     |
| 8     | 55 a 59 | 16    |
| 28    | 50 a 54 | 16    |
| 12    | 45 a 49 | 16    |
| 16    | 40 a 44 | 20    |
| 20    | 35 a 39 | 12    |
| 12    | 30 a 34 | 36    |
| 12    | 25 a 29 | 8     |
| 8     | 20 a 24 | 12    |
| 8     | 15 a 19 | 44    |
| 20    | 10 a 14 | 28    |
| 28    | 5 a 9   | 16    |
| 8     | 0 a 4   | 36    |

## Economia
El 2007 la població en edat de treballar era de 271 persones, 209 eren actives i 62 eren inactives. De les 209 persones actives 199 estaven ocupades (107 homes i 92 dones) i 10 estaven aturades (7 homes i 3 dones). De les 62 persones inactives 19 estaven jubilades, 29 estaven estudiant i 14 estaven classificades com a «altres inactius».

### Ingressos
El 2009 a Cuissai hi havia 166 unitats fiscals que integraven 445 persones, la mediana anual d'ingressos fiscals per persona era de 19.936 €.

### Activitats econòmiques
Dels 8 establiments que hi havia el 2007, 2 eren d'empreses de construcció, 1 d'una empresa de comerç i reparació d'automòbils, 1 d'una empresa d'hostatgeria i restauració, 1 d'una empresa d'informació i comunicació, 2 d'empreses immobiliàries i 1 d'una empresa de serveis.
Dels 3 establiments de servei als particulars que hi havia el 2009, 1 era una fusteria, 1 electricista i 1 agència immobiliària.
L'any 2000 a Cuissai hi havia 12 explotacions agrícoles que ocupaven un total de 536 hectàrees.

## Poblacions més properes
El següent diagrama mostra les poblacions més properes.